# Autódromo Parque de la Velocidad
El Autódromo Parque de la Velocidad del Club San Jorge es un circuito de carreras argentino, ubicado en cercanías de la localidad de San Jorge, en la Provincia de Santa Fe. Es un autódromo reconocido a nivel nacional, por su estructura y por ser escenario de competencias de deporte motor, entre las que se destacan las categorías de automovilismo de velocidad, TC 2000 y Turismo Nacional. El circuito es propiedad del Club Atlético San Jorge Mutual y Social, reconocida entidad deportiva de esa localidad.
Sobre este circuito fueron desarrolladas importantes competencias nacionales, como así también de nivel zonal. A su alrededor se extiende un paisaje muy natural, compuesto de importantes arboledas que le dan un aspecto pintoresco al trazado, siendo considerado como uno de los mejores circuitos del país.

## Historia del Club San Jorge y su autódromo
El Club San Jorge, es una de las instituciones más importantes a nivel deportivo, en el interior de la Provincia de Santa Fe, al punto tal de ser reconocido, no solo por su circuito de carreras o por su equipo de fútbol, sino también por poseer una importante sociedad de capitalización y ahorro que posee socios en diferentes puntos del país, con sucursales en varias provincias.
Esta institución fue inaugurada el 23 de junio de 1912 como resultado de la fusión de los equipos Everton y For Ever de San Jorge. Inicialmente, el nombre elegido fue el de Club Atlético San Jorge Unido, simbolizando la unión de estas instituciones y la representación casi única de la localidad por parte de este club. Los colores elegidos para esta nueva institución, fueron el rojo y verde, debido a los colores originales de For Ever (rojo) y Everton (verde). Dos años después, una nueva asamblea decidiría suprimir el término "Unido", quedando definitivamente el nombre de Club Atlético San Jorge.
El automovilismo finalmente llega al club en el año 1935, con la creación de la primera SubComisión de Automovilismo, con el fin de concretar una competencia en el Club. A Don Carlos Lusso, le cupo el honor de ser el primer representante del Club San Jorge en una competencia nacional de automovilismo. Asimismo, en el año 1949 se conforma la primera Subcomisión de Motociclismo para encarar la primera competencia de la disciplina de las dos ruedas. Con todos estos desarrollos en cuanto al deporte motor, el Club avanza en la especialidad, llegando 20 años después, en 1969 a la compra del predio donde finalmente comenzaría a ser construido el "Parque de la Velocidad". Finalmente, para el año 1985, el circuito inaugura sus obras de ampliación y repavimentación, manteniendo la fisonomía con la que es reconocido actualmente.
En la actualidad, el Autódromo "Parque de la Velocidad" está considerado como uno de los escenarios más tradicionales del automovilismo argentino, siendo escenario de competencias nacionales de la talla del TC 2000 y Turismo Nacional, como así también de categorías provinciales y regionales. Al mismo tiempo, también sobre su carpeta asfáltica se continúan desarrollando competencias de motociclismo a nivel nacional y provincial. El trazado principal del Parque de la Velocidad, tiene una extensión aproximada de 3120 metros, contando además con varios trazados internos. La infraestructura del circuito se completa con una torre de control, sala de prensa, cantinas y sanitarios. Asimismo, las instalaciones se complementan con una extensa arboleda en la parte externa del circuito, dejando un paisaje embellecido para el aficionado que visita el circuito.

## Categorías que participan

### Nacionales
- Fórmula 2 Nacional
- Fórmula Super Renault Elf
- TC 2000
- Turismo Nacional
- Fórmula Renault Argentina
- Fórmula Renault Plus
- MINI Challenge Argentina
- Campeonato Argentino de Velocidad de Motociclismo

Internacionales o Sudamericanas:   Fórmula 3 Sudamericana
- Supercart y Stock Car Argentino

### Regionales
- Show Car Santafesino
- Campeonato Provincial de Motociclismo
- Fórmula 4 Santafesina
- Fiat 600 Turismo Santafesino